# Fichier indexé
Un fichier indexé est un fichier qui possède un index en fonction d'une clé. C'est grâce à cette clé qu'il est possible de retrouver de l'information sur le système de fichier indexé. Donc, dans le système de fichiers indexés, on a toujours un champ qui caractérise l'enregistrement. La clé doit être de préférence une valeur qui se trie soit en ordre croissant ou décroissant. Grâce à cette clé il est possible d'exécuter plusieurs actions : 
- Lire un enregistrement
- Ajouter
- Supprimer
- Modifier
- Rechercher
- etc.